# Ramin Mehrabani
Ramin Mehrabani Azar est un coureur cycliste iranien, né le 18 février 1986.

## Biographie
Lors de l'International Presidency Tour 2011, il est contrôlé positif à la méténolone, un stéroïde anabolisant. Il reçoit une suspension de deux ans, qu'il purge jusqu'au 29 juin 2013.
En 2014, alors membre de l'équipe Pishgaman Yazd, il s'impose sur la troisième étape du Tour de Singkarak, longue de 121 kilomètres. Il termine l'épreuve troisième au classement général, devancé par ses compatriotes et coéquipiers Amir Zargari et Rahim Ememi. Il termine également cette année-là troisième du Tour d'Iran - Azerbaïdjan, dixième du Tour de Java oriental et douzième du Tour de l'Ijen.

## Palmarès
- 2009
  - 6e étape du Tour d'Azerbaïdjan
  - 2e du championnat d'Iran sur route
  - 3e du Tour of Milad du Nour
- 2010
  - Milad De Nour Tour :
    - Classement général
    - 2e étape
- 2011
  - 3e de la Melaka Governor Cup
- 2014
  - 3e étape du Tour de Singkarak
  - 3e du Tour de Singkarak
  - 3e du Tour d'Iran - Azerbaïdjan
- 2015
  - 3e du Tour d'Iran - Azerbaïdjan

## Classements mondiaux
| Année         | 2006 | 2007 | 2008 | 2009 | 2010 | 2011 | 2012 | 2013 | 2014 |
| ------------- | ---- | ---- | ---- | ---- | ---- | ---- | ---- | ---- | ---- |
| UCI Asia Tour | 243e | nc   | 295e | 45e  | 22e  | 151e | nc   | 150e | 33e  |